# CTRL
|  | Aquest article tracta sobre el programa de televisió. Si cerqueu la tecla d'ordinador, vegeu «Ctrl». |

CTRL és un programa de Televisió de Catalunya que es va emetre per primera vegada el 6 de desembre de 2021. Es tracta de set capítols enfocats únicament a les noves tecnologies.